# Пачегурт
Пачегу́рт (рос. Пачегурт) — присілок у складі Увинського району Удмуртії, Росія.

## Населення
Населення — 288 осіб (2010; 312 в 2002).
Національний склад станом на 2002 рік:
- удмурти — 66 %
- росіяни — 32 %

## Урбаноніми[3]
- вулиці — Зелена, Нагірна, Польова, Праці, Садова